# NGC 4000
NGC 4000 est une galaxie spirale vue par la tranche et située dans la constellation du Lion. NGC 4000 a été découverte par l'astronome irlandais Lawrence Parsons en 1878.

## Caractéristiques
NGC 4000 présente une large raie HI.

### Distance
Sa vitesse par rapport au fond diffus cosmologique est de 4 848 ± 22 km/s, ce qui correspond à une distance de Hubble de 71,5 ± 5,0 Mpc (∼233 millions d'al).
À ce jour, une mesure non basée sur le décalage vers le rouge (redshift) donne une distance d'environ 63,800 Mpc (∼208 millions d'al). Cette valeur est tout juste à l'extérieur des valeurs de la distance de Hubble. Notons cependant que c'est avec la valeur moyenne des mesures indépendantes, lorsqu'elles existent, que la base de données NASA/IPAC calcule le diamètre d'une galaxie et qu'en conséquence le diamètre de NGC 4000 pourrait être d'environ 22,9 kpc (∼74 700 al) si on utilisait la distance de Hubble pour le calculer.

## Groupe de NGC 3987
Selon A.M. Garcia, NGC 4000 fait partie du groupe de NGC 3987 qui compterait au moins cinq galaxies. Selon l'article publié par Garcia, les quatre autres galaxies du groupe sont NGC 3987, NGC 4007 (NGC 4005 dans l'article) NGC 4018 et NGC 4022.
Les galaxies NGC 3987, NGC 4007 et NGC 4022 sont aussi mentionnées dans un groupe décrit par Abraham Mahtessian dans un article publié en 1998, mais à la place des galaxies NGC 4000 et NGC 4018, on y retrouve les galaxies NGC 3997 et NGC 4015.
D'autre part, la galaxie NGC 3997 à une distance de 74,9 Mpc de la Voie lactée se retrouve dans un autre groupe décrit par Garcia qui porte son nom. Les galaxies du groupe de NGC 4007 sont à une distance moyenne de 70,7 ± 2,5 Mpc, celles du groupe de NGC 3987 à 70,4 ± 1,1 Mpc et celles du groupe de NGC 3997 à 73,8 ± 3,7 Mpc. Les galaxies des trois groupes décrits par ces deux auteurs sont toutes situées à des distances assez semblables de la Voie lactée, de 68,6 à 78,7 Mpc. Leur appartenance à l'un ou l'autre des groupes peut donc varier et elle dépend des critères de regroupement utilisés par les auteurs.